# 新起街道
新起街道，是中华人民共和国黑龙江省七台河市勃利县下辖的一个乡镇级行政单位。

## 行政区划
新起街道下辖以下地区：
太平社区和顺天社区。